# WASP-81 b
WASP-81 b — экзопланета у звезды WASP-81 в созвездии Орла. Планета удалена от Земли на расстоянии 1337 световых лет (410 парсек).
Родительская звезда является жёлтым карликом спектрального класса G1V.
Планета WASP-81 b имеет массу 0,729 массы Юпитера, является примером горячего юпитера. Она находится очень близко к звезде, на расстоянии 0.0391 а.е.. Эксцентриситет орбиты равен 0.066. Планета была открыта в 2016 году методом Доплера.